# Amblyjoppa aelvana
Amblyjoppa aelvana là một loài tò vò trong họ Ichneumonidae.